# New Windsor (Nouvelle-Zélande)
New Windsor, est une banlieue de la cité d’Auckland, située dans l ’ Île du Nord de la Nouvelle-Zélande.

## Situation
Elle est localisée à 10 kilomètres d’CBD de central Auckland, sur le bord de l’ancienne ville de Waitakere, une partie de la cité située entre les banlieues de Mount Albert au nord, Blockhouse Bay, au sud, Mt Roskill, à l’est et Avondale à l’ouest. 
Elle a une surface d’approximativement 1,3 km2.

## Population
La population du secteur de ‘New Windsor’ était de 5 787 habitants lors du recensement de 2001 en Nouvelle-Zélande (en), avec 2 913 hommes et 2 874 femmes.
L’âge de la population est distribué en 21,3 % des personnes ont moins de 15 ans et 10 % sont supérieurs à 65 ans.
Un tiers de la population de ‘New Windsor’ a acquis une qualification de niveau supérieure à l’école.

## Éducation
L’école de ‘New Windsor’ est une école primaire locale, qui reçoit environ 520 élèves, allant de l’année 1 à 6. Le Principal est Mr ‘Glenn Bermingham’. 
Les écoles secondaires locales sont Avondale College et Lynfield College (en).